# Association canadienne de hockey
L'Association canadienne de hockey (ACH) est une ligue professionnelle de hockey sur glace qui est fondée en décembre 1909. Elle est le résultat d'un conflit interne de l'Eastern Canada Amateur Hockey Association qui scinde la ligue entre l'ACH et l'Association nationale de hockey.
La ligue n'existe que jusqu'en janvier 1910 où elle est dissoute. Elle est brièvement détentrice de la Coupe Stanley grâce au Ottawa Hockey Club qui remporte le trophée contre les Professionnels de Galt. 

## Histoire
Lors de la réunion annuelle de l'Eastern Canada Amateur Hockey Association qui se tient à l'hôtel Windsor à Montréal le 25 novembre 1909, trois équipes décident de quitter la ligue et de former l'Association canadienne de hockey. Cette décision prise par les Bulldogs de Québec, les Shamrocks de Montréal et le Ottawa Hockey Club fait suite à la vente des Wanderers de Montréal à des propriétaires qui veulent déménager le club de l'Aréna de Montréal vers la plus petite Aréna Jubilée. La CHA dont les trois équipes ne veulent jouer qu'à l'Aréna de Montréal ouvre également ses portes au National de Montréal et au All-Montreal, équipe de l'ancien joueur des Wanderers Art Ross, mais en refuse l'entrée aux Vanderers.
Le premier match de la ligue a lieu le 30 décembre 1909 entre l'équipe du All-Montréal et celle du National. Après quelques matchs, il devient évident que la ligue n'attire pas les foules comme l'attestent les seulement 800 spectateurs présents lors de la rencontre entre le National et les Shamrocks. Le 8 janvier 1910, après le match opposant le All-Montreal et Ottawa qui est suivi par 1 500 personnes, Art Ross pense à suspendre l'activité de son équipe et à rejoindre les Comets de Haileybury de l'Association nationale de hockey (ANH) en compagnie de Paddy Moran ; le secrétaire de la ligue informe l'équipe d'Ottawa que la situation est sans espoir et les Shamrocks annoncent qu'ils quittent la ligue. Les propriétaires de l'ACH décident alors de fusionner leur ligue avec l'ANH en lui donnant le nouveau nom de Canadian-National Hockey League.
Une réunion avec l'ANH est prévue le 15 janvier pour discuter de la fusion entre les deux ligues. La fusion n'est jamais évoquée et l'ANH intègre uniquement Ottawa et les Shmarocks tout en offrant au National la franchise des Canadiens mais ces derniers refusent en partie à cause du bail des Canadiens avec l'Aréna Jubilee. Quant aux équipes de Québec et du All-Montréal, elles ne sont pas invitées et l'ACH cesse ainsi ses opérations.
Durant sa courte existence, l'ACH voit le Ottawa Hockey Club remporter la Coupe Stanley contre le club des Professionnels de Galt, champions de l'Ontario Professional Hockey League (OPHL).

## Saison

### Classement
| Équipe                | PJ | V | D | N | BP | BC |
| --------------------- | -- | - | - | - | -- | -- |
| Ottawa Hockey Club    | 3  | 3 | 0 | 0 | 44 | 12 |
| Bulldogs de Québec    | 3  | 2 | 1 | 0 | 20 | 22 |
| All-Montreal HC       | 4  | 2 | 2 | 0 | 20 | 24 |
| Shamrocks de Montréal | 4  | 2 | 2 | 0 | 32 | 33 |
| National de Montréal  | 4  | 0 | 4 | 0 | 25 | 50 |

### Résultats des matchs
L'équipe visiteuse est inscrite en premier.
- 30 décembre 1909 :
  - All-Montreal 7-2 National
- 1er janvier 1910 :
  - Bulldgos 7-6 Shamrocks
- 4 janvier :
  - Shamrocks 6-3 All-Montreal
- 8 janvier :
  - All-Montreal 5-1 Québec
  - Ottawa 14-4 National
- 11 janvier :
  - National 8-17 Shamrocks
- 13 janvier :
  - Ottawa 15-5 All-Montreal
- 15 janvier :
  - National 11-12 Québec
  - Shamrocks 3-15 Ottawa[3]

### Coupe Stanley
Durant la saison de l'ACH, Ottawa dispute deux rencontres contre l'équipe de Galt, championne de l'Ontario Professional Hockey League, et elle remporte la série 15 buts 4. Marty Walsh est le meilleur buteur des Sénateurs avec six buts. Le match met en opposition Jim Mallen, joueur de Galt, et son frère cadet Ken, joueur d'Ottawa.

#### Résultats
|        | Galt       | Galt | Ottawa     | Ottawa |
| Poste  | Joueur     | Buts | Joueur     | Buts   |
| G      | Lehman     | -    | LeSueur    | -      |
| P      | Charlton   |      | Lake       | 1      |
| CP     | Murphy     |      | Ken Mallen |        |
| A      | Manson     | 2 ?  | Stuart     | 2      |
| A      | Jim Mallen | 2 ?  | Walsh      | 6      |
| A      | Dusome     |      | Shore      | 2      |
| A      | Doherty    | 1    | Ridpath    | 1      |
| Totaux | -          | 3    | -          | 12     |

|        | Galt       | Galt | Ottawa  | Ottawa |
| Poste  | Joueur     | Buts | Joueur  | Buts   |
| G      | Lehman     | -    | LeSueur | -      |
| P      | Charlton   | 1    | Lake    | 1      |
| CP     | Murphy     | -    | Shore   | -      |
| A      | Cochrane   | -    | Stuart  | 1      |
| A      | Jim Mallen | -    | Walsh   | -      |
| A      | Dusome     | -    | Kerr    | -      |
| A      | Doherty    | -    | Ridpath | 1      |
| Totaux | -          | 1    | -       | 3      |